# Лаврентийские ворота

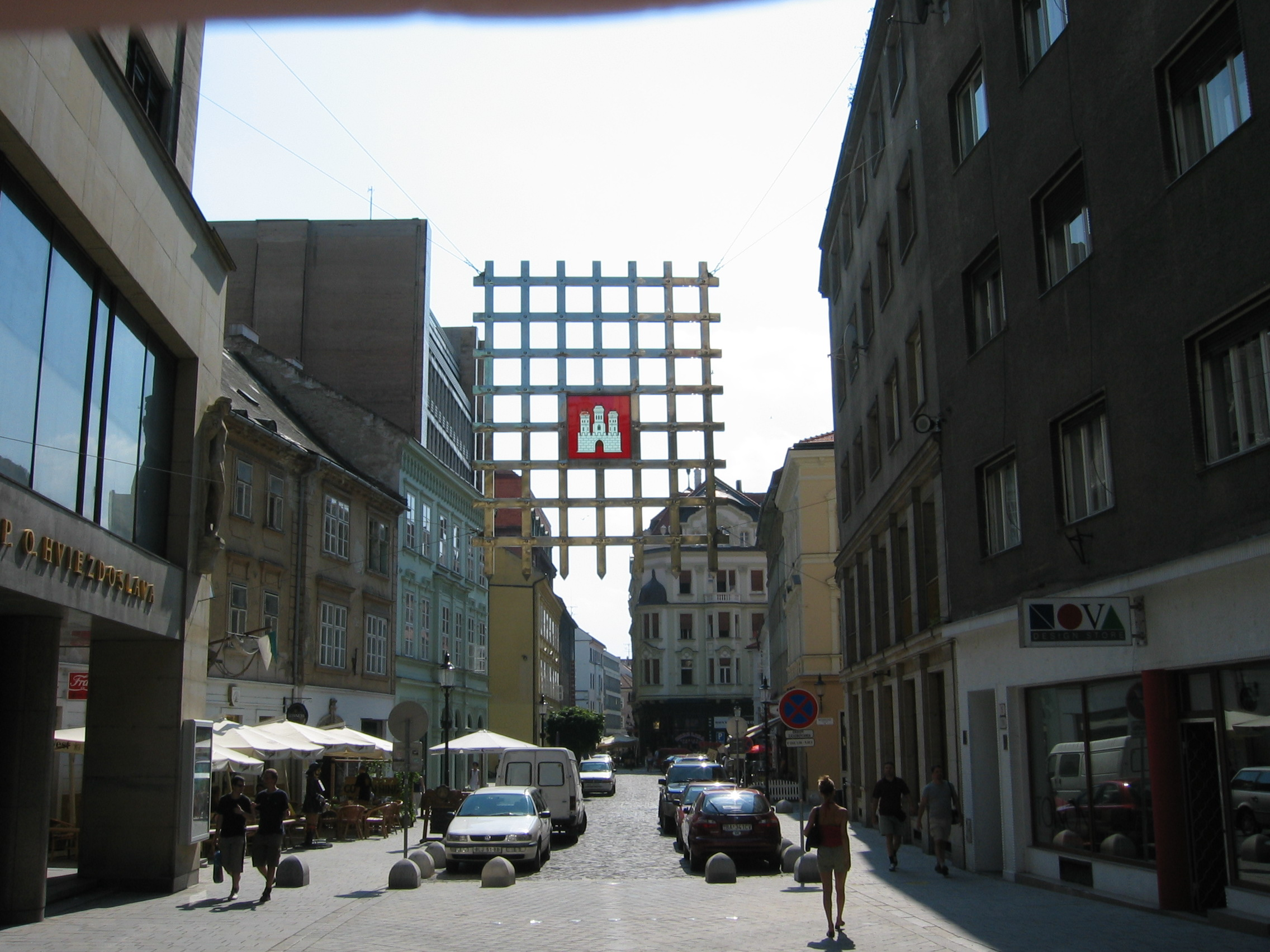
Решётка, показывающая расположение ворот

Лаврентийские ворота (словац. Laurinská brána) — одни из четырех ворот Братиславы с башней. Названы в честь святого Лаврентия. Они были построены в XIII веке и разрушены в 1778 году.
В настоящее время, место где находились ворота отмечено специальной решёткой.